# 刍狗之血
《刍狗之血》（英語：Justice is Mine）是由中国视频网站优酷和阶梯理念影视文化有限公司联合出品的犯罪悬疑题材网络剧，改编自以色列电视剧《Kvodo》（曾被翻拍为美剧《法官大人》及韩剧《法官大人》），张家辉、胡杏儿领衔主演，曾舜晞特邀主演，为优酷港剧场、白夜剧场的2025年重点剧集之一，该剧是张家辉自2004年《天涯侠医》和2006年《新醉打金枝》之后再次主演剧集。

## 演员
| 演员   | 角色   | 简介           |
| 张家辉 | 秦誉   | 法官           |
| 胡杏儿 | 唐萱   | 警察           |
| 曾舜晞 | 韩烈   | 黑幫首領二兒子 |
| 鲍起静 | 沈宁   | 退休法官       |
| 张兆辉 | 曹威尔 | 法官小學同學   |
| 谢天华 | 戚长荣 | 黒幫首領       |
| 许绍雄 | 卢维德 | 法官同事       |
| 张国强 | 胡坚   |                |
| 林嘉华 | 韩奎龙 | 黒幫首領       |
| 曾向镇 | 秦一唯 | 法官兒子       |
| 蔡思韵 | 周洛雯 | 法官徒弟       |
| 朱柏康 | 石志扬 |                |
| 谷祖琳 | 林缱   |                |

## 制作
该剧于2024年9月26日在广东江门正式开机。全剧大部分场景在江门拍摄，包括台山、恩平、开平等地，其中恩平大钟楼作为剧中警署的主要取景地。历经84天拍摄后，于12月19日杀青。